# Chibi Chibi Burger
Chibi Chibi Burger는 인도네시아 Antv에서 방영된 드라마이다. 2012년 1월 4일부터 3월 28일, 매주 수요일 19시에서 20시까지 1시간씩  13개의 에피소드로 방영되었다. Cherry Belle가 출연하였다.